# Янсонс, Иварс Аугустович
И́варс А́вгустович Я́нсонс (латыш. Ivars Jansons, 1932—1990) — заслуженный работник сельского хозяйства Латвийской ССР; председатель колхоза «Узвара» Бауского района.
За образцовое выполнение заданий по увеличению производства и продажи государству зерна, сахарной свеклы и других сельскохозяйственных продуктов в 1981 году указом Президиума Верховного Совета СССР от 30 марта 1982 года присвоено звание Героя Социалистического Труда с вручением ордена Ленина и золотой медали «Серп и Молот».